# Judiska centralrådet, Sverige
Judiska Centralrådet (JC) är en svensk judisk organisation, bildad 1953. 
Det är en sammanslutning av de judiska församlingarna i Stockholm, Göteborg, Malmö och Nordvästra Skåne. Det organiserar de judiska församlingarna och fördelar bidrag från myndigheten för stöd till trossamfund.
Årliga överläggningar mellan församlingarna förekom länge innan en samlande organisation bildades. JC bildades den 29 november 1953 av de mosaiska församlingarna i Stockholm, Göteborg, Malmö och Norrköping. JC registrerades år 2002 som trossamfund.